# ボンビコール
ボンビコール（英: Bombykol、化学式:C16H30O）はカイコガのメスが放出するフェロモンである。この物質は1959年にドイツの生化学者アドルフ・ブーテナントにより発見され、化学的にその特性が評価された最初のフェロモンである。ボンビコールという名称は蛾のラテン語名であるBombyx moriにちなみ、ブーテナントによって命名された。生体内では、フェロモン結合タンパク質BmorPBPの天然のリガンドとして作用する。

## 用途
ボンビコールのようなフェロモンはごく微量を散布するだけでその影響は絶大であり、オスはメスの居場所の情報について混乱を引き起こす。このことを利用して、大量の農薬を散布することなく害虫を効果的に駆除するための誘引剤として用いられる。なお、フェロモンとしての特異な活性は化合物の絶対配置や異性体混合物などに依存することが多く、ボンビコールはその(10Z,12E)異性体よりも100億倍、(10E,12E)異性体よりも10兆倍の活性を持つ。

## 生合成

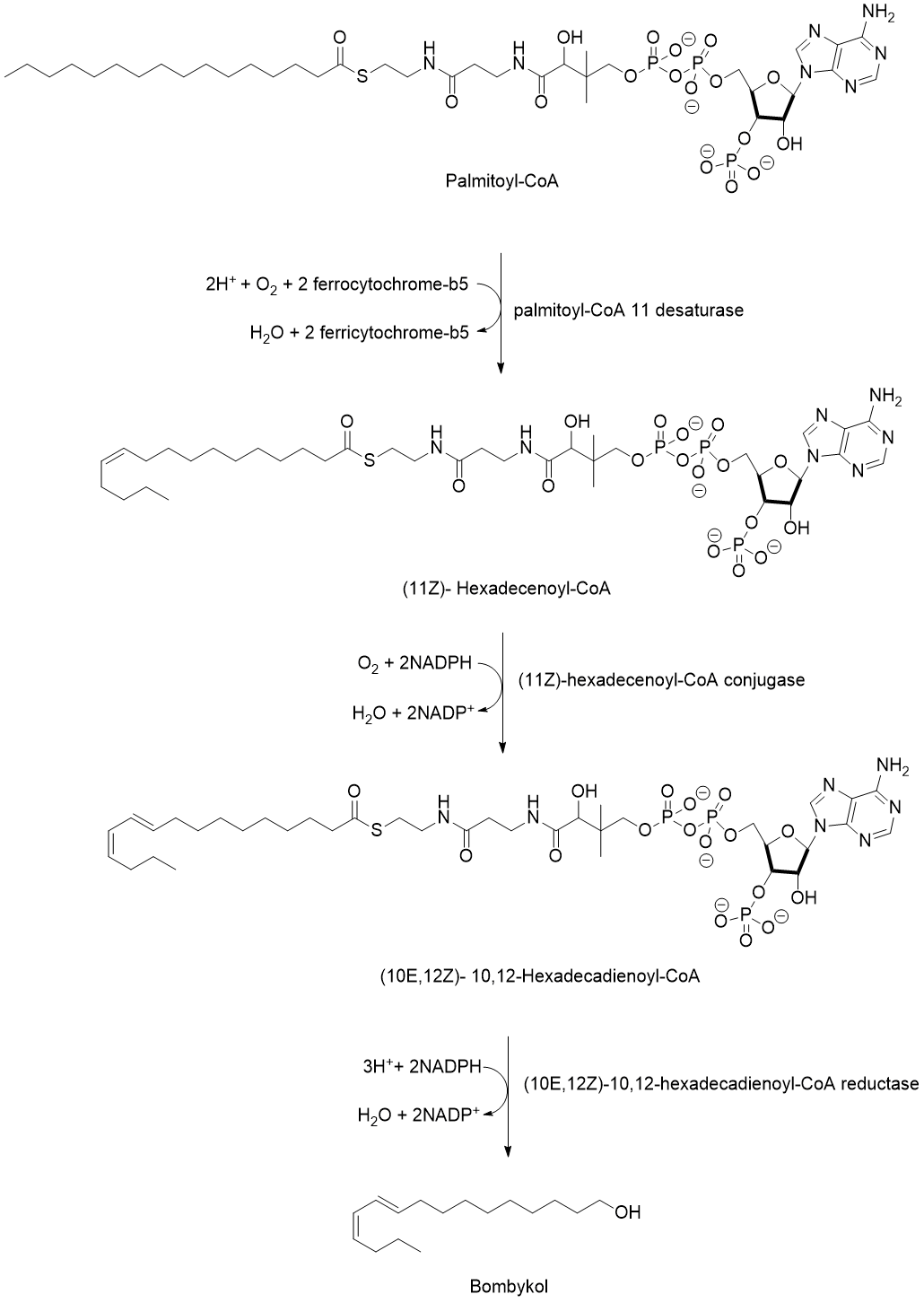
ボンビコールの生合成

ボンビコールはアセチルCoAから16炭素を持つ脂肪アシルであるパルミトイルCoAを経て生成することが知られている。パルミトイルCoAは、Bmpgdesat1(Desat1)遺伝子によってコードされている不飽和化酵素によって、モノエン(11Z)-hexadecenoyl-CoAやジエン(10E,12Z)-10,12-hexadecadienoyl-CoAに変換される。ここで使用される酵素は、この連続した2つの脱飽和ステップを触媒的に進行させるために必要な唯一の酵素である。パルミトイルCoAはこの不飽和化とカルボニル炭素の還元的修飾を伴うステップでボンビコールに変換される。